# Wladimir Dmitrijewitsch Wilenski
Wladimir Dmitrijewitsch Wilenski-Sibirjakow (russisch Владимир Дмитриевич Виленский-Сибиряков, wissenschaftliche Transliteration Vladimir Dmitrievič Vilenskij-Sibirjakov; Pseudonyme: Sibirjakow, Vikula; * 1888; † 2. Juli 1942 in Ilanski, Region Krasnojarsk) war ein russischer Revolutionär und Experte für Sibirien und Ostasien.

## Leben
Wilenski-Sibirjakow trat 1905 in die Sozialdemokratische Arbeiterpartei Russlands ein und wurde 1908 verhaftet. Bis 1912 war er zur Katorga nach Nertschinsk verbannt und siedelte danach in Jakutien.  Mit dieser Katorga-Erfahrung wurde er 1922 Mitglied des Präsidiums der 1921 gegründeten Gesellschaft ehemaliger politischer Zwangsarbeiter und Verbannter (OPK) und Redakteur der gesellschaftseigenen Zeitschrift Katorga i ssylka (russisch Каторга и ссылка, „Katorga und Verbannung“). In der Partei gehörte er zunächst der Menschewiki-Fraktion an, ging aber 1917 zu den Bolschewiki über.
Wilenski-Sibirjakow war zunächst hauptsächlich in Sibirien aktiv. 1920 wurde er Bevollmächtigter der Russischen Sozialistischen Föderativen Sowjetrepublik  im sog. Fernen Osten und vertrat mit Grigori Woitinski das Exekutivkomitees der Komintern (EKKI) in China. Er nahm an der Dairen-Konferenz teil und wurde von der EKKI mit der Planung einer weiteren Fernost-Konferenz beauftragt.
Danach zog er nach Moskau, wo er vor allem wissenschaftlich tätig war. Er führte seine Publikationstätigkeit zu Ostasien und Sibirien fort und lehrte an der Kommunistischen Universität der Werktätigen des Ostens. Zudem war er Redakteur der Iswestija. Als Linksoppositioneller wurde er im November 1927 aus der KPdSU ausgeschlossen und 1928 aus Moskau nach Perm verbannt, konnte jedoch im selben Jahr aufgrund schwerer Krankheit wieder zurückkehren. 1929 kapitulierte er, 1930 wurde er wieder aufgenommen. 1931 veröffentlichte er ein Buch über die Koltschak-Armee, 1933 übernahm er die Leitung des Museums der OPK und arbeitete dort bis zur Auflösung der OPK in 1935. 1936 wurde Wilenski-Sibirjakow unter dem Vorwurf, Mitglied in einer konterrevolutionären Gruppe innerhalb der OPK gewesen zu sein, verhaftet und zu 8 Jahren Gulag-Haft verurteilt. Er starb am 2. Juli 1942 in Haft in Ilanski. Seine Rehabilitierung erfolgte 1957.

## Deutschsprachige Veröffentlichungen
- Die düstere Zeit der sibirischen Reaktion. Internationaler Verlag, Zürich, 1920